# Rhynchactis leptonema
Rhynchactis leptonema är en fiskart som beskrevs av Regan 1925. Rhynchactis leptonema ingår i släktet Rhynchactis och familjen Gigantactinidae. Inga underarter finns listade i Catalogue of Life.